# 馬里恩鎮區 (堪薩斯州多尼芬縣)
馬里恩鎮區（英語：Marion Township）為美國堪薩斯州多尼芬縣轄下的鎮區。2010年美国人口普查中該鎮區人口有211人。

## 地理
馬里恩鎮區涵蓋總面積為46.67平方（18.02平方英里）。境內無已建制地區。

### 墓園
根據美國地質調查局的資料，此鎮區擁有1座墓園：
- 羅森代爾墓園（Rosendale Cemetery）

### 溪流
通過此鎮區的溪流有：
- 布拉什溪（Brush Creek）
- 沃爾納特溪（Walnut Creek）

## 人口統計
根據2010年美國人口普查，馬里恩鎮區人口有211人，住房109戶，人口密度為4.52人/每平方公里。此鎮區居民之種族中，白人佔98.58%，非裔美國人佔0%，美洲原住民佔1.42%，亞裔美國人佔0%，太平洋島裔美國人佔0%，其他種族佔0%，混血種族則佔0%。而西班牙裔或拉丁裔美國人佔此鎮區人口的0.95%。

## 外部連結
- City-Data.com （页面存档备份，存于）